# Équipe cycliste Velo Reality
L'équipe cycliste Velo Reality est une équipe cycliste ouzbèke participant aux circuits continentaux de cyclisme et en particulier l'UCI Asia Tour. L'équipe est créée en 2013.

## Championnats nationaux
- Championnats d'Ouzbékistan : 2
  - Course en ligne espoirs : 2013 (Ruslan Fedorov)
  - Contre-la-montre espoirs : 2013 (Gleb Gorbachev)

## Classements UCI
L'équipe participe aux épreuves des circuits continentaux et principalement les courses du calendrier de l'UCI Asia Tour. Le tableau ci-dessous présente les classements de l'équipe sur les circuits, ainsi que son meilleur coureur au classement individuel.
UCI Asia Tour
| Saison | Classement par équipes | Meilleur coureur au classement individuel |
| ------ | ---------------------- | ----------------------------------------- |
| 2013   | 36e                    | Vladimir Tuychiev (123e)                  |

## Velo Reality en 2013

### Effectif
| Coureur            | Date de naissance | Nationalité | Équipe 2012       |
| ------------------ | ----------------- | ----------- | ----------------- |
| Nikita Abramov     | 02.06.1989        | Ouzbékistan |                   |
| Abdullojon Akparov | 28.12.1990        | Ouzbékistan |                   |
| Roman Dronin       | 12.05.1992        | Ouzbékistan |                   |
| Ruslan Fedorov     | 02.11.1993        | Ouzbékistan | Ouzbékistan Suren |
| Ruslan Karimov     | 22.05.1986        | Ouzbékistan | Idea              |
| Vadim Shaekov      | 25.05.1986        | Ouzbékistan | China 361°        |
| Denis Shaymanov    | 02.06.1992        | Ouzbékistan |                   |
| Azamat Turaev      | 08.01.1989        | Ouzbékistan | Ouzbékistan Suren |
| Vladimir Tuychiev  | 23.03.1983        | Ouzbékistan | Ouzbékistan Suren |
| Konstantin Volik   | 18.05.1984        | Ouzbékistan | China 361°        |

### Victoires
| Date       | Course                                                | Pays        | Classe | Vainqueur      |
| ---------- | ----------------------------------------------------- | ----------- | ------ | -------------- |
| 21/06/2013 | Championnat d'Ouzbékistan du contre-la-montre espoirs | Ouzbékistan | CN     | Gleb Gorbachev |
| 23/06/2013 | Championnat d'Ouzbékistan sur route espoirs           | Ouzbékistan | CN     | Ruslan Fedorov |